# Silent Hill: Book of Memories
Silent Hill: Book of Memories è un horror game sviluppato da WayForward Technologies e pubblicato da Konami Digital Entertainment per la console PlayStation Vita.

## Modalità di gioco
Il gameplay va in gran parte a concentrarsi sulla connettività e il multi-player per un massimo di quattro giocatori. All'inizio del gioco, al giocatore viene assegnato un modello per il loro personaggio che possono personalizzare. I modelli dei giocatori variano considerevolmente e includono sia maschi che femmine. Il giocatore avrà accesso a più armi, potrà ricevere punti esperienza dopo l'incontro che riempirà una barra permettendo di sbloccare nuovi poteri.

## Trailer
Il trailer è stato ufficialmente pubblicato al Gamescom 2011.